# Борджиа
Бо́рджиа, точнее Бо́рджа (кат. Borja [ˈbɔɾdʒa] — Боржа, исп. Borja [ˈborxa], араг. Borcha — Борха, итал. Borgia [ˈbɔrdʒa] — Борджа) — испано-итальянский дворянский род из Валенсии в короне Арагона, правители города Ганди́я. 
Фамильный герб — красный бык. Род подарил католическому миру двух римских пап и два десятка кардиналов. Его имя стало синонимом распущенности и вероломства.

## Происхождение
Название рода происходит от посёлка Борха неподалёку от Сарагосы (сегодня в автономной области Арагон). Семейное предание о происхождении от внебрачного сына наваррского короля Санчо Рамиреса не подтверждено документами. После вытеснения мавров из Валенсии король Хайме Завоеватель разделил между своими рыцарями покорённые земли. В распоряжении рыцаря Эстебана де Борха оказалась Ха́тива, где он и обосновался со своими родственниками. Позднее феодалы рода Борха выкупили у Кардонского владетельного дома город Гандиа. Вельможный род Борха, или (по-каталански) Боржа, был одним из ведущих в королевстве Валенсия.

## Борджиа в Италии
После того как Альфонсо де Борха был избран папой римским под именем Каликста III, его родственники стали переезжать в Рим и вливаться в ряды будущей «чёрной знати». Среди них дальше всех пошёл его племянник (непот) по имени Родриго, в 1492 году избранный понтификом под именем Александра VI. Скандалы, которые сопровождали его пребывание в Ватикане, капитально подорвали авторитет папства и подготовили Реформацию. Русскому поэту Владимиру Бенедиктову принадлежат такие строки:

Пред очами света, явно,

Римских пап в тройном венце —

Пировал разврат державный

В грязном Борджиа лице.
От связей с несколькими женщинами, и в первую очередь с Ванноццей деи Каттанеи, папа Борджиа прижил десятерых детей; наиболее известны Пьетро Луиджи, Джованни, Чезаре, Джоффре и Лукреция. Старший из братьев получил от их католических величеств титул герцога де Гандиа, который испанские потомки Джованни носили до начала XVIII века. Франсиско Борджа, 4-й герцог Гандиа, возглавлял орден иезуитов; причислен католической церковью к лику святых.
В роду потомков Джоффре, которые остались в Италии, наследственным был титул князя Скуиллаче. Правнук Джоффре, Пьетро Борджиа (ум. 1624), не имел детей мужского пола. Он выдал младшую дочь за герцога Орсини, а старшую — за своего кузена из испанской ветви Борджиа.

## Испанские герцоги
В конце XVI века испанская ветвь Борджиа, происходящая от Джованни и его сына Хуана, распалась на три линии. Глава старшей носил титул герцога Гандиа, глава младшей титуловался маркизом Альканьи́сес после брака с наследницей этого титула из числа Энри́кесов. Глава же средней линии Борджиа приобрёл титул и владения герцога Вильяэрмоса путём брака с наследницей этого рода, происходившего по прямой мужской линии от внебрачного сына арагонского короля Хуана II.
Испанские Борджиа были в фаворе в правление Филиппа III, так как его первый министр, герцог Лерма, по матери сам принадлежал к этому роду. Один из кузенов герцога получил назначение вице-королём Перу. Даже бастард Хуан де Борха (1564—1628) смог обосноваться в Южной Америке, где его потомки занимали видное положение в течение всего колониального периода. Также из рода Борха происходила Анна Франсиска — единственная женщина, которой довелось править вице-королевством.
Основная линия рода пресеклась в 1740 году со смертью 11-го герцога Гандиа, который не оставил потомства. Владения и титулы испанских Борджиа унаследовало потомство его сестры и герцога Бенавенте. В 1771 году род герцогов Бенавенте угас, а их титулы (включая титул герцога Гандиа и князя Скуиллаче) унаследовали герцоги Осуна, в роду которых они остаются и по сей день.

## Борджиа из Веллетри
Гораздо реже на страницах истории появляется младшая линия рода Борджиа, происходящая от дальнего родственника Каликста III, который обосновался в римском пригороде Веллетри. Его потомки состояли на папской службе и носили титул графов. Наиболее известный среди них — кардинал Стефано Борджиа (1731—1804), который умер, сопровождая папу в Париж на коронацию Наполеона. Его драгоценное собрание рукописей, жемчужиной которого был ацтекский кодекс Борджиа, впоследствии поступило в основанный им музей древностей в Веллетри. Помимо Стефано, эта ветвь рода Борджиа дала католической церкви ещё несколько кардиналов.

## Знаменитые представители
- Каликст III (лат. Callistus PP. III, в миру — Альфонсо ди Борджиа; 1378—1458) — папа римский с 8 апреля 1455 года.
- Александр VI (лат. Alexander PP. VI; в миру — Родриго Борджиа; 1431—1503) — папа римский с 12 августа 1492 года. Племянник Каликста III.
- Франсиско де Борха (исп. Francisco de Borja; 1441—1511) — кардинал-непот, рукоположенный римским папой Александром VI.
- Хуан Борха Льянсоль де Романи младший (исп. Juan de Borja Llançol de Romaní; 1470—1500) — кардинал-непот, рукоположенный римским папой Александром VI.
- Джованни Борджиа (1474—1497) — второй герцог Гандии, герцог Сесса, сын папы римского Александра VI и его любовницы Ванноццы деи Каттанеи.
- Чезаре Борджиа (итал. Cesare Borgia; 1475—1507) — политический деятель, герцог валансский и романьольский, принц Андрии и Венафра, граф дийосский, правитель Пьомбино, Камерино и Урбино, гонфалоньер и генерал-капитан Святой церкви. Сын Родриго Борджиа, будущего папы Александра VI, и Ванноццы деи Каттанеи.
- Лукреция Борджиа (исп. Lucrecia Borgia; 1480—1519) — внебрачная дочь папы римского Александра VI и его любовницы Ванноццы деи Каттанеи, герцогиня Песаро, княгиня Салерно, герцогиня Феррары, Модены и Реджио.
- Джоффре Борджиа (итал. Gioffre Borgia; 1481—1517) — князь Скуиллаче, младший сын папы римского Александра VI и его любовницы Ванноццы деи Каттанеи.
- Хуан де Борха-и-Энрикес (1494/8? — 1543) — третий герцог Гандиа, герцог Сесса, коннетабль Неаполя; сын Джованни Борджиа;
- Джованни Борджиа (итал. Giovanni Borgia; 1498—1547/1549) — именовался инфантом Рима, вероятно был, незаконнорождённым ребёнком Лукреции Борджиа.
- Франсиско Борджа (исп. San Francisco de Borja; 1510—1572) — католический святой, третий генерал Общества Иисуса; сын Хуана Борджиа Энрикеса. Канонизирован 20 июня 1670 года.
- Гаспар Борха-и-Веласко (исп. Gaspar de Borja y Velasco; 1580—1645) — архиепископ Севильи и Толедо, кардинал, глава испанской церкви; умер от горя, проиграв выборы на папский престол.
- Франсиско де Борха-и-Арагон (исп. Francisco de Borja y Aragón; 1581—1658) — граф Ребольедо, князь Скуиллаче, испанский писатель, судебный и колониальный чиновник. Вице-король Перу с 1615 по 1621.
- Анна Франсиска де Борха-и-Дориа (исп. Anna Francisca de Borja y Doria; 1640—1706) — замещала своего супруга графа Лемоса в качестве правительницы вице-королевства Перу в 1668 году.
- Стефано Борджиа (итал. Stefano Borgia; 1731—1804) — итальянский кардинал, собиратель египетских и прочих древностей, основатель музея в Веллетри.

## В художественных произведениях
- «Семейство Борджа» (фр. Les Borgia) — произведение из сборника «Знаменитые преступления», Александр Дюма, 1839—1856.
- «Семья» (англ. The Family) — роман Марио Пьюзо, законченный после его смерти Кэрол Джино. В переводе В. Вебера носит также название «Первый дон», 2001.
- «Борджиа» (исп. Los Borgia) — испанский кинофильм, Антонио Эрнандес (2006).
- «Борджиа» (англ. The Borgias) — английский телевизионный сериал, BBC (1981).
- «Борджиа» (англ. Borgia) — телевизионный сериал, совместного производства Франции, Германии, Чехии и Италии (2011—2014).
- «Борджиа» (англ. The Borgias) — телевизионный сериал, совместного производства Канады, Венгрии и Ирландии (2011—2013).
- «Кантарелла» (яп. カンタレラ Кантарэра) — манга, Ю Хигури (2001—2010).
- Некоторые члены семейства Борджиа предстают героями российского кинофильма «Яды, или Всемирная история отравлений» режиссёра Карена Шахназарова (2001).
- Некоторые члены семейства Борджиа являются персонажами испанского исторического телесериала «Изабелла».
- «Хранитель секретов Борджиа» — роман Хорхе Молиста.